# Scholastyka (opatka)
Scholastyka (X/XI w.) – pierwsza opatka św. Lamberta w Somlóvásárhely.
Dawniej uchodziła za córkę węgierskiego księcia Gejzy; obecnie przyjmuje się, że była jego daleką krewną.